# أوقست شنايدر
أوقست شنايدر (بالنرويجية: August Schneider) (و. 1842 – 1873 م) هو رسام توضيحي، ورسام، وكاتب للأطفال نرويجي، توفي في أنتويرب، عن عمر يناهز 31 عاماً.

## التعليم
تعلم في الأكاديمية الملكية الدنماركية للفنون الجميلة.